# Sankt Marein bei Graz
Sankt Marein bei Graz é um município da Áustria, situado no distrito de Graz-Umgebung, na estado da Estíria. Tem 41,71 km² de área e sua população em 2019 foi estimada em 3.739 habitantes.